# Chrissy Teigen
Christine Diane Teigen, née le 30 novembre 1985 à Delta (Utah), est un mannequin et une présentatrice de télévision, actrice, autrice et militante américaine.

## Biographie
Chrissy Teigen naît d'un père d'origine norvégienne et d'une mère thaïlandaise. Le père de Chrissy, électricien, fait souvent déménager la famille. Après avoir vécu à Hawaii, dans l'Idaho, et à Snohomish (Washington), la famille s'installe à Huntington Beach, en Californie, pendant l'adolescence de Teigen,. Elle est découverte par un photographe alors qu'elle travaille dans un magasin de surf.

### Vie privée
Chrissy Teigen épouse le chanteur John Legend, le 14 septembre 2013 à Côme, en Italie. Le couple s'était rencontré lors du tournage du clip de Legend Stereo en 2007. En décembre 2011 John Legend lui avait fait sa demande,. La chanson All of Me est dédiée à Chrissy Teigen, elle apparaît également dans le clip officiel,. 
Le 12 octobre 2015, Chrissy annonce sa première grossesse, obtenue via fécondation in vitro. Leur fille, Luna Simone Stephens, naît le 14 avril 2016.
Le 22 novembre 2017, Chrissy annonce sa deuxième grossesse. Leur fils, Miles Theodore Stephens, naît le 16 mai 2018.
Le 13 août 2020, Chrissy annonce sa troisième grossesse. Le 16 septembre 2022, Chrissy annonce avoir eu un avortement et non une fausse couche à 4 mois de grossesse, comme elle l’avait indiqué en octobre 2020.
Le 3 août 2022, Chrissy annonce sa quatrième grossesse.  

## Carrière
Elle travaille avec l'agence IMG Models, installée à New York. En 2014, elle devient une IGN Babe et en 2006-2007, elle est remplaçante sur l'émission Deal or No Deal.
En juillet 2007, elle fait la couverture du calendrier Maxim's. Elle participe à des campagnes publicitaires pour Gillette Venus, Olay, Nike, Skullcandy, Gap Factory, XOXO, UGG Australia, Rock and Republic, Billabong, Beach Bunny Swimwear (qu'elle représente pendant une Fashion Week), et Nine West Fashion Targets Breast Cancer.
Elle est présentatrice récurrente sur E!, TMZ, MTV, FUSE/MSG, et Extra de Mario Lopez, et apparaît dans America's Next Top Model et Watch What Happens Live. En septembre 2013, elle présente l'émission de télé-réalité Model Employee sur VH1.
Teigen fait une apparition dans la Sports Illustrated swimsuit issue de 2010, où elle reçoit le titre de « Rookie of the Year ». Son amie, la modèle Brooklyn Decker, l'avait présentée à l'équipe de Sports Illustrated. Elle est aussi mise en avant dans les Sports Illustrated Swimsuit issues de 2011, 2012 et 2013. En 2014, elle fait la couverture de Sports Illustrated Swimsuit Issue dans le numéro spécial 50e anniversaire, aux côtés de Nina Agdal et Lily Aldridge,.
Chrissy Teigen aussi fait la une de Ocean Drive et Cosmopolitan, et est apparue dans Vogue Italie, Esquire, Glamour, Galore.
Ses autres projets sont la création d'une collection capsule avec la marque de maillots de bain DiNeila Brazil et jouer un personnage dans le jeu de 2011 d'EA Sports, Need For Speed: The Run.
Chrissy Teigen tient aussi un blog, sodelushious.com, où elle parle de ses découvertes culinaires au cours de ses voyages. Elle joue dans un épisode spécial de Cooking Channel en février 2013, où elle parle du menu de son mariage avec John Legend. En 2017, elle tourne dans un autre épisode de la même émission.
En 2012, Chrissy Teigen est nommée comme « La Nouvelle Copine » de Spike TV. En 2013, elle joue dans le clip de son mari John Legend All Of Me, la chanson étant inspirée par leur relation.
En avril 2014, Teigen fait une apparition dans un sketch d'Inside Amy Schumer, où elle joue une version fictive d'elle-même comme conseillère matrimoniale. Elle est juge de l'émission de cuisine Snack-Off.
En janvier 2015, Chrissy Teigen joue la petite amie de l'homme avec qui Mindy a perdu sa virginité, dans la série The Mindy Project.
En avril 2015, Chrissy Teigen devient coprésentatrice de Lip Sync Battle de Spike TV aux côtés de LL Cool J.
Elle présente les Billboard Music Awards aux côtés de Ludacris. Elle est responsable de la partie nourriture de l'émission de Tyra Banks, FABLife.
Le 23 février 2016, elle publie son livre de cuisine Cravings, qui devient un New York Times bestseller.
En 2018, elle affirme détester qu'on la qualifie de « mannequin », en particulier en raison de son engagement politique.
En 2020, elle est critiquée, en même temps que Marie Kondō, par l'autrice culinaire Alison Roman, qui leur reproche de trop mettre en avant des produits de marque.
Après une réplique de Chrissy Teigen qui se dit blessée de ces critiques, le débat se déplace vers les implications racistes de cette critique à l'égard de deux femmes d'origine asiatique.
Alison Roman s'excuse plus tard, en reconnaissant que ses critiques étaient d'autant plus inacceptables qu'elle bénéficiait d'un « privilège de blanc ».